# Lijst van voetbalinterlands Benin - Madagaskar
Deze lijst van voetbalinterlands is een overzicht van alle officiële voetbalwedstrijden tussen de nationale teams van Benin en Madagaskar. De landen speelden tot op heden zes keer tegen elkaar. De eerste ontmoeting was een kwalificatiewedstrijd voor het Wereldkampioenschap voetbal 2006 op 11 oktober 2003 in Antananarivo. Het laatste duel, een vriendschappelijke wedstrijd, werd gespeeld in Casablanca (Marokko) op 17 oktober 2023.

## Wedstrijden
| № | Plaats       | Datum             | Competitie           | Wedstrijd          | Uitslag |
| - | ------------ | ----------------- | -------------------- | ------------------ | ------- |
| 1 | Antananarivo | 11 oktober 2003   | WK 2006 kwalificatie | Madagaskar − Benin | 1 − 1   |
| 2 | Cotonou      | 16 november 2003  | WK 2006 kwalificatie | Benin − Madagaskar | 3 − 2   |
| 3 | Antananarivo | 2 september 2021  | WK 2022 kwalificatie | Madagaskar − Benin | 0 − 1   |
| 4 | Cotonou      | 11 november 2021  | WK 2022 kwalificatie | Benin − Madagaskar | 2 − 0   |
| 5 | Mohammedia   | 27 september 2022 | Vriendschappelijk    | Madagaskar − Benin | 3 − 1   |
| 6 | Casablanca   | 17 oktober 2023   | Vriendschappelijk    | Madagaskar − Benin | 2 − 1   |

## Samenvatting
| Competitie        | Totaal gespeeld | Winst Benin | Gelijk | Winst Madagaskar | Doelsaldo Benin – Madagaskar |
| ----------------- | --------------- | ----------- | ------ | ---------------- | ---------------------------- |
| WK-kwalificatie   | 4               | 3           | 1      | 0                | 7 − 3                        |
| Vriendschappelijk | 2               | 0           | 0      | 2                | 2 − 5                        |
| Totaal            | 6               | 3           | 1      | 2                | 9 − 8                        |

Wedstrijden bepaald door strafschoppen worden, in lijn met de FIFA, als een gelijkspel gerekend.
FBF · 
Benins vrouwenelftal · Olympisch elftal
Algerije ·
Angola ·
Burkina Faso ·
Burundi ·
Congo-Brazzaville ·
Congo-Kinshasa ·
Egypte ·
Equatoriaal-Guinea ·
Ethiopië ·
Gabon ·
Gambia ·
Ghana ·
Guinee ·
Guinee-Bissau ·
Ivoorkust ·
Kameroen ·
Lesotho ·
Liberia ·
Libië ·
Madagaskar ·
Malawi ·
Mali ·
Marokko ·
Mauritanië ·
Mozambique ·
Namibië ·
Niger ·
Nigeria ·
Oeganda ·
Oman ·
Rwanda ·
Sao Tomé en Principe ·
Senegal ·
Sierra Leone ·
Soedan ·
Tanzania ·
Togo ·
Tsjaad ·
Tunesië ·
Verenigde Arabische Emiraten ·
Zambia ·
Zimbabwe ·
Zuid-Afrika ·
Zuid-Soedan
FMF · A-internationals · Malagassisch vrouwenelftal
1960 – 1969 ·
1970 – 1979 ·
1980 – 1989 ·
1990 – 1999 ·
2000 – 2009 ·
2010 – 2019 ·
2020 − 2029
1963 ·
1964 ·
1965 ·
1966 · 
1967 ·
1968 ·
1969 · 
1970 · 
1971 · 
1972 ·
1973 · 
1974 ·
1975 ·
1976 ·
1977 ·
1978 · 
1979 ·
1980 · 
1981 · 
1982 ·
1983 · 
1984 ·
1985 · 
1986 ·
1987 ·
1988 ·
1989 ·
1990 ·
1991 ·
1992 ·
1993 ·
1994 · 
1995 ·
1996 ·
1997 ·
1998 ·
1999 · 
2000 · 
2001 · 
2002 · 
2003 · 
2004 · 
2005 · 
2006 · 
2007 · 
2008 · 
2009 · 
2010 · 
2011 · 
2012 · 
2013 ·
2014 ·
2015 ·
2016 ·
2017 ·
2018 ·
2019 ·
2020 ·
2021 ·
2022 ·
2023 ·
2024
Algerije ·
Angola ·
Benin ·
Botswana ·
Burkina Faso ·
Burundi ·
Centraal-Afrikaanse Republiek ·
Comoren ·
Congo-Brazzaville ·
Congo-Kinshasa ·
Egypte ·
Equatoriaal-Guinea ·
Ethiopië ·
Gabon ·
Gambia ·
Ghana ·
Guinee ·
Iran ·
Ivoorkust ·
Kaapverdië ·
Kameroen ·
Kenia ·
Kosovo ·
Lesotho ·
Liberia ·
Luxemburg ·
Malawi · 
Mali · 
Mauritanië ·
Mauritius · 
Mozambique · 
Namibië · 
Niger ·
Nigeria · 
Oeganda · 
Rwanda ·
Sao Tomé en Principe ·
Senegal ·
Seychellen · 
Soedan ·
Swaziland · 
Tanzania · 
Togo · 
Tsjaad ·
Tunesië · 
Zambia · 
Zimbabwe · 
Zuid-Afrika